# Günter Warnecke (Ingenieur)
Günter Warnecke (* 27. November 1937 in Zarrentin; † 14. Juni 2024 in Kaiserslautern) war ein deutscher Ingenieur und Hochschullehrer.

## Leben
Günter Warnecke studierte Maschinenbau und Fertigungstechnik an der Technischen Hochschule Hannover. 1959 wurde er im Corps Ostfalia Hannover, das 1987 im Corps Hannovera Hannover aufging, aktiv. Das Studium schloss er als Diplomingenieur ab. 1973 wurde er zum Dr.-Ing. promoviert. Bis 1978 war er am Institut für Fertigungstechnik und Werkzeugmaschinen der Technischen Universität Hannover als wissenschaftlicher Assistent und Oberingenieur tätig. Nach einer Industrietätigkeit in leitenden Positionen war er von 1980 bis Juni 2002 ordentlicher Universitätsprofessor für Fertigungstechnik und Betriebsorganisation an der Universität Kaiserslautern. Von 1998 bis Juni 2002 war er Präsident der Universität Kaiserslautern.
Warnecke verfasste über 50 Aufsätze in wissenschaftlichen Zeitschriften.

## Schriften
- Spanbildung bei metallischen Werkstoffen, 1974